# Notostira elongata
Notostira elongata är en insektsart som först beskrevs av Geoffroy 1785.  Notostira elongata ingår i släktet Notostira, och familjen ängsskinnbaggar. Arten är reproducerande i Sverige.